# Adámy István
Adámy István (Budapest, 1954. július 29. –) sportoktató, a hazai karate-élet egyik alapítója, A kjokusin karate nagymestere. Nős, felesége Adámy Beáta, gyermekei Daniella, Gergely és Máté.

## Pályafutása
1970-ben judo- és karatetanulmányokba kezdett a Testnevelési Főiskolán. 1972-ben érettségizett az Autóközlekedési Technikumban. Tanulmányait a Bánki Donát Gépipari Műszaki Főiskolán folytatta. A főiskolai évek alatt rengeteget fejlődött, 1973-ban elérte a Kyokushin karatében az 5. kyu fokozatot. 1975-ben sikeresen diplomázott, illetve elérte a 4. kyu fokozatot. Alig egy évre rá, 1976-ban már az 1. kyu (barna öv) fokozatra küzdötte fel magát, mialatt megnyitotta az első magyarországi Kyokushin karateklubot Budapesten. A következő évben az országban elsőként levizsgázott a fekete öv 1. dan fokozatára, melynek hatására Ójama mester, a stílus alapítója kinevezi Branch Chief-nek, így hivatalosan is a hazai szervezet vezetője lett.
1979-ben megszervezte az első magyar bajnokságot. 1980-ban sikeres vizsgát tett a 2. dan fokozatra, két évre rá, 1982-ben pedig a 3. dan fokozatra, a következő évben pedig korábbi foglalkozását feladva sportvállalkozó lett, klubja pedig felvette a samurai (szamuráj) nevet. Szintén ebben szervezte meg az első IBUSZ-Oyama kupát, melyen Ójama mester is részt vett. 1984-ben a Kyokushinért tett kimagasló munkájának elismeréseként Ójama mestertől megkapta a 4. dan fokozatot és sikeres karate edzői minősítést szerzett az első hivatalos hazai (TFTI által szervezett) szakképzésen. A második Ibusz-Oyama Kupa 1985-ben rendezték meg, ahol újból Ójama Maszutacu volt a díszvendég. Még ebben az évben megjelent első könyve Kyokushin Karate címmel, illetve a mester meghívására több mint egy hónapot edzhetett a tokiói központi dozsóban, majd a XVII. Nyílt Japán Bajnokságon bemutatót tartott Ójama mester kérésére. 1986-ban idehaza megrendezte a III., majd 1988-ban a IV. (egyben utolsó) IBUSZ-Oyama Kupát, 1989-ben pedig az első Kyokushin Karate Európa Bajnokságot. Még ebben az évben elérte az 5. dan fokozatot. 1996-ban 6. dan fokozatot szerzett.
2000-ben csatlakozott Jon Bluming szervezetéhez és 2001-ben megkapta a 7. dan fokozatot. 2002–2003-ban három könyvet is megjelentetett, melyek átfogják a Kyokushin karate teljes ismeretanyagát.
2005. március 15-én Mádl Ferenc, a Magyar Köztársaság elnöke „a karate sportág hazai bevezetésében, művelésében, az ifjúság nevelésében végzett több mint három évtizedes edzői, oktatói tevékenysége elismeréseként a Magyar Köztársasági Érdemrend lovagkeresztje kitüntetést adományozta”.
2005-ben Jon Bluming nemzetközi szervezetében a technikai bizottság igazgatója lett, megkapta a 8. dan fokozatot és a harcművészetekben elérhető legmagasabb hanshi címet. Kapcsolatuk alig egy évvel később Jon Bluming IBK-ból való önkéntes távozása miatt megszakadt. Azóta a Kaicho Bluming által kinevezett Gerard Gordeau Kanchoval dolgozott továbbra is együtt 2013-ig.
2008-ban megnyitotta saját Honbu Dojóját Budapesten. A szakemberképzést Budó Akadémia keretein belül 2009-ben indította. A 2009 októberében Budapesten megrendezett Nyílt Kyokushin Világbajnokságon szakmai vezető szerepet vállalt.
2014-ben, 60. születésnapja alkalmából és munkássága, kiemelkedő pályafutás elismeréseként megkapta a 9. dan fokozatot egy széles körű nemzetközi szakmai grémium ajánlása által.
Jelenleg az általa létrehozott és minden más nemzetközi szervezettől független Global Kyokushin Budokai elnöke (Kaicho), mely visszanyúlik a harcművészetek gyökereihez és a karate alaptechnikáin túl a földharcot, az önvédelmi technikákat és az életpontok aktív alkalmazását is beemelte a teljes repertoárjába. Így kívánja megőrizni a harcművészetek eredetében rejlő lehetőségeket, amit mára a világ nagyrészt már elfeledett. Egyik vezető mestere az Európai Kyusho Akadémiának.  
A modern Kyusho megalapítója, George Dillman (USA) az 5. dan fokozattal ismerte el munkáját, melyet a EKA is megerősített. 2014-2016 között Máltán élt, ahol saját karate klubot nyitott és elsősorban gyermekekkel foglalkozott, majd 2016-ban Németországba költözött, ahol megnyitotta dojoját a passaui Bushidokan Sportegyesület keretein belül, majd 2017-ben önállóvá vált és saját dojot nyitott Passau óvárosában, s onnan irányítja nemzetközi harcművészeti tevékenységeit is. 2016 őszén kiadja negyedik könyvét Global Kyokushin címen, mely már képek nélkül felölel majd 50 évnyi szakmai tapasztalatot, s kifejti a harcművészetek végső célját úgy, ahogy azt Oyama Sósai is gondolta. Feleségével, aki jóga mester, közösen kidolgozták a a Global Streching rendszerét, mely nagy mértékben fejleszti a test hajlékonyságát, erejét, az egyensúlyérzéket és a testtudatot, melyek nélkülözhetetlenek a karate gyakorlásához. Behatóan foglalkozik a spiritualitás rejtelmeivel, az energia gyógyító rendszereivel, manuálterápia különböző irányaival. 2018 decemberében a Shobukai Zen-Do Akadémia 9. danos mesterévé fogadta.  
2019-ben a japán székhelyű Zensyokan Kolostor rendszer (több, mint 600 kolostor tulajdonosa szerte a világban) világi Zen szerzetesnek és "Goodwill Ambassador"-nak fogadta be, s így felkerült neve a Bodhidarma és Buddha vérvonal (Kechimyaku) táblájára Aikyo név alatt, továbbá ez a Zen közösség élete munkásságát a legmagasabb szinten elismerve a 10. dan fokozatot adományozva számára. Feladata a Zen és a Budo egysége, a béke és a szeretet terjesztése a világban. 

## Mesterei
- Mészáros Attila (1972–1978)
- Howard Collins (1978–1995)
- Ójama Maszutacu (1979–1994)
- Jon Bluming (2000–2006)